# Liudmila Biktasheva
Liudmila Biktasheva (Rusia, 25 de julio de 1974) es una atleta rusa retirada especializada en la prueba de 10000 m, en la que ha logrado ser medallista de bronce europea en 2002.

## Carrera deportiva
En el Campeonato Europeo de Atletismo de 2002 ganó la medalla de bronce en los 10000 metros, con un tiempo de 31:04.00 segundos, llegando a meta tras la británica Paula Radcliffe (oro con 30:01.09 s) y la irlandesa Sonia O'Sullivan (plata).